# Tomoya Ugajin
Tomoya Ugajin (宇賀神 友弥 Ugajin Tomoya?,  Toda, Saitama, 23 de marzo de 1988) es un exfutbolista japonés que jugaba de centrocampista. 

## Trayectoria

### Clubes
| Club               | País  | Año       |
| ------------------ | ----- | --------- |
| Urawa Red Diamonds | Japón | 2010-2021 |
| FC Gifu            | Japón | 2022-2023 |
| Urawa Red Diamonds | Japón | 2024      |

### Selección nacional
| Selección | País  | Año  |
| --------- | ----- | ---- |
| Absoluta  | Japón | 2018 |

## Palmarés

### Títulos nacionales
| Título             | Club               | País  | Año  |
| ------------------ | ------------------ | ----- | ---- |
| Copa J. League     | Urawa Red Diamonds | Japón | 2016 |
| Copa del Emperador | Urawa Red Diamonds | Japón | 2018 |
| Copa del Emperador | Urawa Red Diamonds | Japón | 2021 |

### Títulos internacionales
| Título                      | Club               | Sede    | Año  |
| --------------------------- | ------------------ | ------- | ---- |
| Copa Suruga Bank            | Urawa Red Diamonds | Saitama | 2017 |
| Liga de Campeones de la AFC | Urawa Red Diamonds | Saitama | 2017 |